# Anagyrus clauseni
Anagyrus clauseni is een vliesvleugelig insect uit de familie Encyrtidae. De wetenschappelijke naam is voor het eerst geldig gepubliceerd in 1924 door Timberlake.